# Shaggy
Pour les articles homonymes, voir Burrell.
Orville Richard Burrell, dit Shaggy, est un chanteur, musicien et DJ jamaïcain, né le 22 octobre 1968 à Kingston.
Il est surtout connu pour ses tubes Oh Carolina, Boombastic, Hey Sexy Lady, It Wasn't Me et Angel. Son pseudonyme a été choisi d'après le personnage Shaggy Rogers (en français Sammy Rogers) de la série télévisée Scooby-Doo. Il est actuellement, avec notamment Bob Marley, Sean Paul et Jimmy Cliff, l’un des artistes jamaïcains à connaitre une reconnaissance internationale.

## Biographie
Né en Jamaïque, Burrell s'installe avec sa famille, à l'âge de sept ans, dans le quartier de New Edinburgh à Ottawa. À l'âge de 18 ans, il rejoint sa mère dans le quartier de Flatbush à Brooklyn. En 1987, il prend des cours de chant et il est découvert l'année suivante alors qu'il chante dans la rue avec des amis.
En 1988, il rejoint le Corps des Marines des États-Unis et sert dans le dixième régiment d'infanterie durant la guerre du Golfe,.

## Vie personnelle
Le rappeur Robb Bank$ est le fils de Shaggy.

## Carrière

### Années 1990
Shaggy décide ensuite de poursuivre sa carrière musicale. Son premier tube, Oh Carolina, est une reprise dancehall du titre ska des Folkes Brothers. Publié en 1993, il fait partie de la bande originale du film Sliver. La même année, Shaggy apparaît sur l'album de Kenny Dope, The Unreleased Project .
Il travaille ensuite avec différents producteurs tels que Sting International, Don One, Lloyd « Spiderman » Campbell, Robert Livingston ou encore Frankie Cutlass.
Le 24 août 1993, il publie son premier album studio, Pure Pleasure, duquel sont extraits les singles Oh Carolina, Nice and Lovely, Soon Be Done et Big Up.
Son deuxième album, Original Doberman, sort l'année suivante.
Un troisième opus, Boombastic, est publié le 11 juillet 1995. L'album connaît un succès considérable, notamment avec le single éponyme, qui sera repris dans une publicité pour Levi's. Il se classe à la première place du Top Reggae Albums et est certifié disque de platine par la Recording Industry Association of America (RIAA) le 4 novembre 1996 avec plus d'un million d'exemplaires vendus aux États-Unis. En 1996, il remporte le Grammy Award du meilleur album de reggae.
Midnite Lover, son quatrième album sort le 24 août 1997 mais ne connaît pas le succès de Boombastic.

### Années 2000
Le 8 août 2000 sort Hot Shot qui se classe à la première place du Billboard 200 et est certifié sextuple disque de platine aux États-Unis, avec plus de six millions d'exemplaires vendus. Quatre singles en sont extraits, It Wasn't Me, Angel, Luv Me, Luv Me et Dance & Shout / Hope.
Les albums suivants, Lucky Day (2002) et Clothes Drop (2005), ne connaissent pas le même succès aux États-Unis, même si Lucky Day est certifié disque d'or. Ils sont davantage appréciés en Europe, notamment avec une importante diffusion radiophonique du single Hey Sexy Lady. En 2002, le chanteur fait une reprise de la chanson titre du film Scooby-Doo, Shaggy, Where Are You?. La même année, il publie avec Ali G le single Me Julie que l'on retrouve sur la bande originale du film Ali G.
Shaggy a été invité en guest star sur l'album True Love de Toots and the Maytals, qui a gagné le Grammy du meilleur album reggae en 2004, et qui inclut de nombreux musiciens notables dont Willie Nelson, Eric Clapton, Jeff Beck, Trey Anastasio, Gwen Stefani / No Doubt, Ben Harper, Bonnie Raitt, Manu Chao, The Roots, Ryan Adams, Keith Richards, Toots Hibbert, Paul Douglas, Jackie Jackson, Ken Boothe, et The Skatalites.
Après la sortie de Clothes Drop, Shaggy augmente le nombre de ses performances live, interprétant notamment la chanson officielle de la Coupe du monde de cricket de 2007, The Game of Love and Unity, aux côtés de Rupee et de Fay-Ann Lyons, lors de la cérémonie d'ouverture en Jamaïque.
La même année, il quitte le label Universal Music Group et publie l'album Intoxication sous son propre label, Big Yard Records, distribué par VP Records. L'album sera nommé aux 51e Grammy Awards dans la catégorie « Meilleur album reggae ». En août 2007, il rejoint Cyndi Lauper sur scène lors du Sonnet Music Festival à Singapour et ensemble ils interprètent Girls Just Want to Have Fun. Le 15 octobre 2007, il est élevé au rang de commandeur de l'ordre de la Distinction par le gouvernement jamaïcain.
En janvier 2008, il accompagne, avec le quatuor En Vogue, la chanteuse belge Natalia lors d'une tournée de six dates. En avril 2008, Shaggy est choisi pour enregistrer l'hymne officiel des mascottes (Trix et Flix) du Championnat d'Europe de football 2008 qui se dispute en Autriche et en Suisse. La chanson, Feel the Rush, se retrouve en tête de la plupart des charts européens. En août 2008, il se produit au festival de Dar es Salam, pour le lancement mondial de la marque Zain en Tanzanie.
En mai 2009, Shaggy participe à la cérémonie de clôture de l'Indian Premier League qui se tient en Afrique du Sud. Le même mois, il se produit lors de la cérémonie d'ouverture de la Ligue des champions de Twenty20 à Bangalore en Inde. En août 2009, lors du Festival reggae d'Ottawa, il révèle qu'il travaille sur un nouveau single, Fading Away, auquel devraient participer Kevin Rudolf et Lil Jon. Ce titre ne verra finalement pas le jour mais il publie Fly High, un morceau sur lequel on trouve Gary Pine, le 5 décembre 2009. Du 28 novembre au 6 décembre 2009, il participe au Festival créole qui se tient chaque année à Maurice.

### Années 2010
En janvier 2010, Shaggy écrit la chanson Rise Again, à laquelle participent Sean Paul, Sean Kingston, Alison Hinds, Shontelle Layne, Edwin Yearwood, Destra Garcia, David Rudder, Kees Dieffenthaller, Tessanne Chin, Etana et Belo, en soutien aux victimes du séisme en Haïti du 12 janvier. La même année, il écrit et interprète avec Bob Sinclar et le groupe Sahara un morceau intitulé I Wanna qui est un succès commercial partout en Europe. Shaggy interprétera ce titre à plusieurs reprises sur scène, notamment lors de la Winter Music Conference à Miami en avril 2010. En juillet 2010, il enregistre la chanson Target avec l'artiste de reggae japonais lecca.
En janvier 2011, il publie For Your Eyez Only, chanson coécrite avec Alaine. Il annonce également qu'il va sortir un neuvième album, le premier depuis quatre ans. Précédé du single Champagne, l'opus est disponible en téléchargement le 19 janvier 2011. Intitulé Shaggy & Friends, l'album comprend de nombreux featurings. Le 16 juillet 2011, Shaggy publie son dixième album, Summer in Kingston, qui contient le single Sugarcane.
En janvier 2012, Shaggy participe au single Smile de l'artiste égyptien Tamer Hosni. Le mois suivant il réédite son album Summer in Kingston avec deux titres supplémentaires. En avril, il publie le single de son onzième album, Rise. Le titre, Rise Citizen, qui est une collaboration avec l'artiste allemand Jahcoustix, connaît un grand succès à travers toute l'Europe. Le 4 juin 2012, lors d'une conférence de presse à New York, Shaggy annonce la naissance de son propre label, Ranch Entertainment. Le 24 août 2012, il sort un nouveau single,
Girls Just Wanna Have Fun, avec un featuring d'Eve. La chanson contient un sample du tube homonyme de Cyndi Lauper. Le 28 septembre 2012, l'album Rise sort en Europe. En décembre 2012, Shaggy annonce qu'un nouvel album, entièrement produit par Sly and Robbie sortira durant l'été 2013. La même année, il collabore avec le chanteur britannique Apache Indian sur un remix du titre Chokthere, extrait de l'album Home Run.
Le 14 mai 2013, Fight This Feeling, le premier single de l'album Out of Many, One Music, est publié.
En 2015, son single Habibi (I Need Your Love), mettant en vedette Mohombi, Faydee et Costi Ioniță, culmine à la 66e place du Billboard Hot 100.
En 2016, il remixe le titre City of Love de Mylène Farmer.
Janvier 2018 voit la sortie de Don't Make Me Wait, premier single de l'album de collaboration avec Sting, 44/876 sorti le 20 avril 2018. En mars 2018, le single Why mettant en vedette Massari est sorti.
En août 2019, Shaggy paraît en featuring dans la chanson Banana du chanteur Conkarah (de). Cette chanson sera par la suite remixée et permet au chanteur de se classer à travers plusieurs pays en 2020.

### Années 2020
En mai 2021, Shaggy sort le single Go Down Deh en featuring avec Sean Paul et Spice .
En 2025, Shaggy participe à Mask Singer en tant qu'invité spécial et incarne le Cyclope . 

## Discographie

### Albums studio
- 1993 : Pure Pleasure (en)
- 1994 : Original Doberman (en)
- 1995 : Boombastic (en)
- 1997 : Midnite Lover (en)
- 2000 : Hot Shot (en)
- 2002 : Lucky Day (en)
- 2005 : Clothes Drop (en)
- 2007 : Intoxication (en)
- 2011 : Shaggy & Friends (en)
- 2011 : Summer in Kingston (en)
- 2012 : Rise (en)
- 2013 : Out of Many, One Music (it)
- 2018 : 44/876 (avec Sting)
- 2019 : Wah Gwaan?!
- 2022 : Com Fly Wid Mi

### EP
- 2023 : In the Mood

### Compilations
- 1999 : Ultimate Shaggy Collection (en)
- 2002 : Hot Shot: Ultramix (en)
- 2002 : Mr. Lover Lover – The Best of Shaggy... Part 1 (en)
- 2003 : Boombastic Hits (en)
- 2004 : The Essential Shaggy (en)
- 2008 : The Best of Shaggy (en)
- 2008 : Best of Shaggy: The Boombastic Collection (en)
- 2014 : SMIX - Mr. Lover Collection (en) (avec DJ Hidrro)

## Filmographie
- 2001 : Michael Jackson: 30th Anniversary Special, de Bruce Gowers
- 2004 : Blast (en) d'Anthony Hickox : Mace
- 2008 : Unite the People: 11th Anniversary : Vol. 3
- 2018 : Game Over, Man! de Kyle Newacheck
- 2019 : The Little Mermaid Live!